# Griedge Mbock Bathy
Griedge Mbock Bathy Nka (Brest, Francia; 26 de febrero de 1995) es una futbolista francesa. Juega como defensa y su equipo actual es el Olympique de Lyon de la Division 1 de Francia.

## Clubes
| Club              | País    | Año         |
| ----------------- | ------- | ----------- |
| EA Guingamp       | Francia | 2010 - 2015 |
| Olympique de Lyon | Francia | 2015 -      |

## Palmarés

### Campeonatos nacionales
| Título          | Club              | País    | Año     |
| --------------- | ----------------- | ------- | ------- |
| Division 1      | Olympique de Lyon | Francia | 2015-16 |
| Copa de Francia | Olympique de Lyon | Francia | 2015-16 |
| Division 1      | Olympique de Lyon | Francia | 2016-17 |
| Copa de Francia | Olympique de Lyon | Francia | 2016-17 |

### Campeonatos internacionales
| Título            | Club                 | Sede           | Año     |
| ----------------- | -------------------- | -------------- | ------- |
| Liga de Campeones | Olympique de Lyon    | Italia         | 2015-16 |
| Copa SheBelieves  | Selección de Francia | Estados Unidos | 2017    |
| Liga de Campeones | Olympique de Lyon    | Gales          | 2016-17 |
| Liga de Campeones | Olympique de Lyon    | Ucrania        | 2017-18 |
| Liga de Campeones | Olympique de Lyon    | Hungría        | 2018-19 |